# 에놀라 홈즈 (영화)
《에놀라 홈즈》(영어: Enola Holmes)는 2020년 공개된 영국의 미스터리 영화이다. 낸시 스프링거의 탐정 소설 시리즈 The Enola Holmes Mysteries 가 영화의 원작이다. 셜록 홈즈의 여동생 에놀라 홈즈를 주인공으로 한 작품으로, 배우 밀리 바비 브라운이 에놀라를 연기한다.

## 출연진
- 밀리 바비 브라운 - 에놀라 홈즈 역
- 헨리 카빌 - 셜록 홈즈 역
- 샘 클라플린 - 마이크로프트 홈즈 역
- 헬레나 보넘 카터 - 유도리아 홈즈 역
- 루이스 패트리지 - 튜크스베리 자작 역
- 아딜 아크타르 - 레스트레이드 경감 역
- 피오나 쇼 - 해리슨 역
- 프랜시스 데 라 투어 - 튜크스베리의 할머니 역
- 수지 워코마 - 이디스 역
- 번 고먼 - 린손 역
- 해티 모라한 - 튜크스베리 부인 역
- 데이비드 뱀버 - 윔블 경 역
- 클레어 러시브룩 - 레인 부인 역